# François Legrand
François Legrand (* 26. März 1970 in Grenoble) ist französischer Kletterer. Er gilt als einer der erfolgreichsten Wettkampfkletterer aller Zeiten.

## Karriere
Im Alter von zwei Jahren fing er nach eigenen Angaben mit dem Klettern an.
Im Jahr 1991 gewann er seine ersten drei Weltcups und die Weltmeisterschaft in Frankfurt am Main in der Disziplin Lead. Nach 1991 wurde er noch 1993 und 1995 Weltmeister. Im Jahr 1992 wurde er Europameister sowie 1990, 1994, 1997 und 1998 Gewinner des Rockmasters in Arco (Italien).
Insgesamt gewann er siebzehnmal im Kletterweltcup. Seinen letzten Weltcup gewann er 1999 in Leipzig. Er belegte während seiner Karriere 31 Podestplätze, zuletzt im Jahr 2001 als Zweiter. Außerdem gewann er von 1990 bis 1993 und erneut 1997 den Gesamtweltcup im Lead.
Seit 2004 nahm er an keinen bedeutenden internationalen Wettkämpfen mehr teil und widmete sich mehr dem Klettern im Freien. Des Weiteren war Legrand seit seinem eigenen Rückzug aus dem internationalen Wettkämpfen mehrfach als hauptverantwortlicher Chefroutensetzer bei Weltcups sowie bei Weltmeisterschaften tätig.

## Felsklettern (Auswahl)

### 9a (5.14d)
- Robi in the Sky – Calanques, Frankreich – 2000 – Erstbegehung[2]

### 8c+ (5.14c)
- Necessary Evil – Virgin River Gorge (USA) – 2002 – Erstbegehung[3]
- Ghetto Booty – Mount Charleston (USA) – 2000 – Erstbegehung[4]